# Polinômio homogêneo
Em matemática, um polinômio homogêneo é um polinômio onde os monômios com coeficientes não-nulos têm o mesmo grau total. Por  exemplo, {\displaystyle x^{5}+2x^{3}y^{2}+9xy^{4}} é um polinômio de grau 5, em duas variáveis; a soma dos expoentes nos têrmos é sempre 5. O polinômio {\displaystyle x^{3}+3x^{2}y+z^{7}} não é homogêneo, pois a soma de cada um dos expoentes termo a termo não é a mesma. Uma forma algébrica, ou simplesmente forma, é outro nome para um polinômio homogêneo. A teoria das formas algébricas é muito extensa, e há numerosas aplicações por toda a matemática e física teóricas.